# Orlando Quispe Méndez
Orlando Quispe Méndez (Chontabamba, 25 de octubre de 1957) es un político peruano. Fue alcalde del distrito de Chontabamba entre 2003 y 2006.
Nació en el distrito de Chontabamba, provincia de Oxapampa, departamento de Pasco, Perú, el 25 de octubre de 1957, hijo de Luis Quispe Coronado y Beatriz Méndez Verde. Cursó sus estudios primarios en su localidad natal y los secundarios en la ciudad de Oxapampa. Entre  1975 y 1979 cursó estudios superiores de zootecnia en la Universidad Nacional del Centro del Perú de la ciudad de Huancayo.
Su primera participación política se dio en las elecciones municipales de 1998 cuando fue candidato a alcalde del distrito de Chontabamba sin obtener la elección. En las elecciones municipales de 200 fue elegido para ese cargo. Tentó la reelección sin éxito en las elecciones municipales del 2006 y del 2010 y en las elecciones regionales del 2014 fue candidato a la vicepresidencia del Gobierno Regional de Pasco junto al candidato a presidente regional Herless Laureano Mauricio obteniendo solo el 8.382% de los votos quedando en quinto lugar..